# ワロン人
ワロン人（Walloons ([wɒˈluːnz]; フランス語: Wallons [walɔ̃] ( 音声ファイル); ワロン語: Walons)）は、ベルギーのワロン地域で多数派を構成する。人口は約400万人。ワロン語はフランス語の一方言と見なされる場合があり、風俗もフランスと似通っている。宗教は伝統的にカトリックが多い。また社会党の勢力が強い。
フラマン語（オランダ語）を母語とするフランデレン地域のフラマン人との対立が歴史的に続いている。第二次世界大戦中、一部のワロン人はベルギーを占領したドイツに与し第28SS義勇擲弾兵師団として共産勢力と戦った。戦後、国王レオポルド3世の復位に反対する者が比較的多く、復位支持派の多いフラマン人と対立した。

## 著名な人物
- フィリップ・ジルベール
- エデン・アザール
- ジュスティーヌ・エナン
- ミシェル・プロドーム
- ジャン＝ミッシェル・セイブ